# Attila Pataky
Attila Pataky (ur. 2 lipca 1951 w Miszkolcu) – węgierski muzyk, wokalista. Z zawodu inżynier, od 1974 roku członek zespołu Edda Művek. Wydał również dwa albumy solowe. W 2012 roku został odznaczony Krzyżem Kawalerskim Orderu Zasługi Republiki Węgierskiej.

## Dyskografia

### Solo
- Dáridó Pataky módra (1998)
- Dáridó Pataky módra 2. (2001)